# Le barbier de Séville (Beaumarchais)
Die vieraktige Komödie Le Barbier de Séville ou La précaution inutile (deutsch Der Barbier von Sevilla oder Die unnütze Vorsicht) ist der erste Teil der Figaro-Trilogie von Pierre-Augustin Caron de Beaumarchais (1732–1799). Sie wurde 1775 von den Comédiens-Français uraufgeführt.

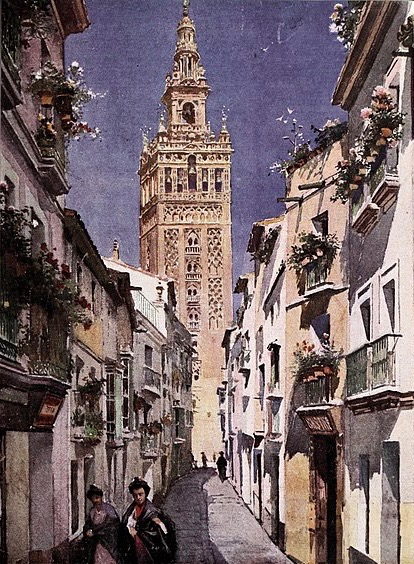
Sevilla (kolorierte Fotografie, 1907).

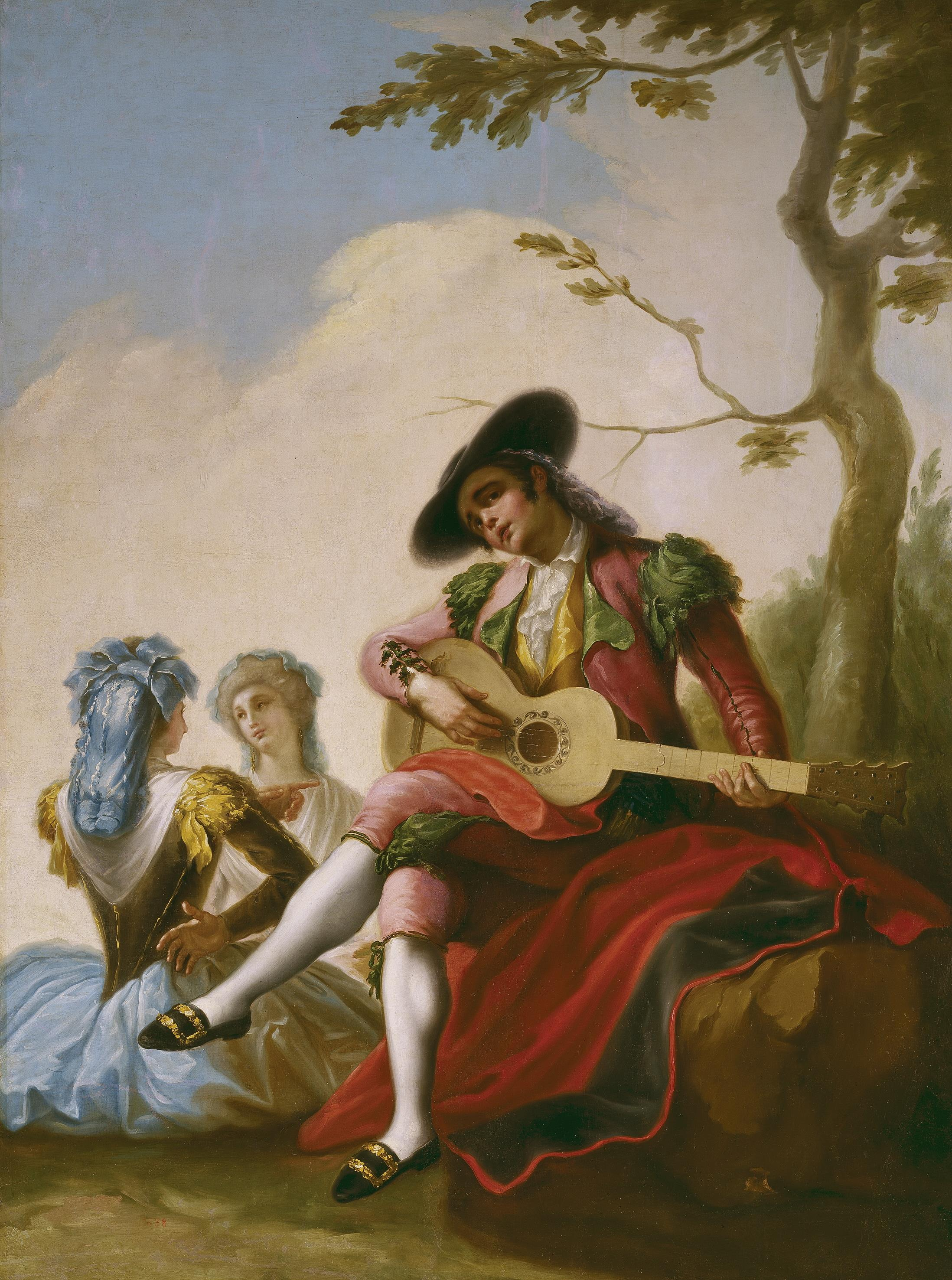
Ramón Bayeu y Subías: Majo mit Gitarre (etwa 1786).

Anders als mit seinen beiden ersten Stücken Eugénie und Les deux amis (Die beiden Freunde) wollte Beaumarchais das Publikum mit Le barbier de Séville nicht rühren, sondern amüsieren – aber mit dem gleichen Ziel, die Ungerechtigkeit von Ständeordnung und Patriarchat erfahrbar zu machen. Das Werk war ein internationaler Erfolg und diente als Vorlage zu Il barbiere di Siviglia von Rossini sowie anderen Opern.

## Entstehung
In einem Brief an den Minister des königlichen Hauses Breteuil schrieb Beaumarchais 1784, nach seinen sentimentalen Erstlingswerken habe er, „meinem wahren Charakter entsprechend“, im Barbier de Séville versucht, „die alte, freie Heiterkeit auf die Bühne zurückzubringen und diese mit dem leichten, feinen und sensiblen Ton unseres heutigen Scherzes zu verbinden.“
Die Komödie ist eine Reminiszenz an die Spanienreise des Autors in den Jahren 1764/65. Ein bruchstückhafter Entwurf trägt den Titel Le sacristain, Intermède imité de l’espagnol (Der Küster, Zwischenspiel nach spanischer Art). Darin heißt Rosine noch Pauline. Sie ist seit sieben Monaten mit Bartholo verheiratet, aber immer noch Jungfrau. Ihr Liebhaber Lindor vertritt, als Küster verkleidet, ihren bestechlichen Harfenlehrer Bazile.
Beaumarchais, der in seiner Jugend Musiklehrer der Töchter Ludwigs XV. gewesen war, arbeitete den Stoff dann zu einer (verlorenen) Opéra-comique um, die aber 1772 von den Comédiens-Italiens abgelehnt wurde.
Noch im erwähnten Jahr entstand die definitive Fassung für die Sprechbühne. Sie wurde von der Comédie-Française angenommen und von der Zensur freigegeben, doch konnten für 1773 und 1774 geplante Aufführungen nicht stattfinden, weil Beaumarchais in aufsehenerregende Affären verwickelt war.

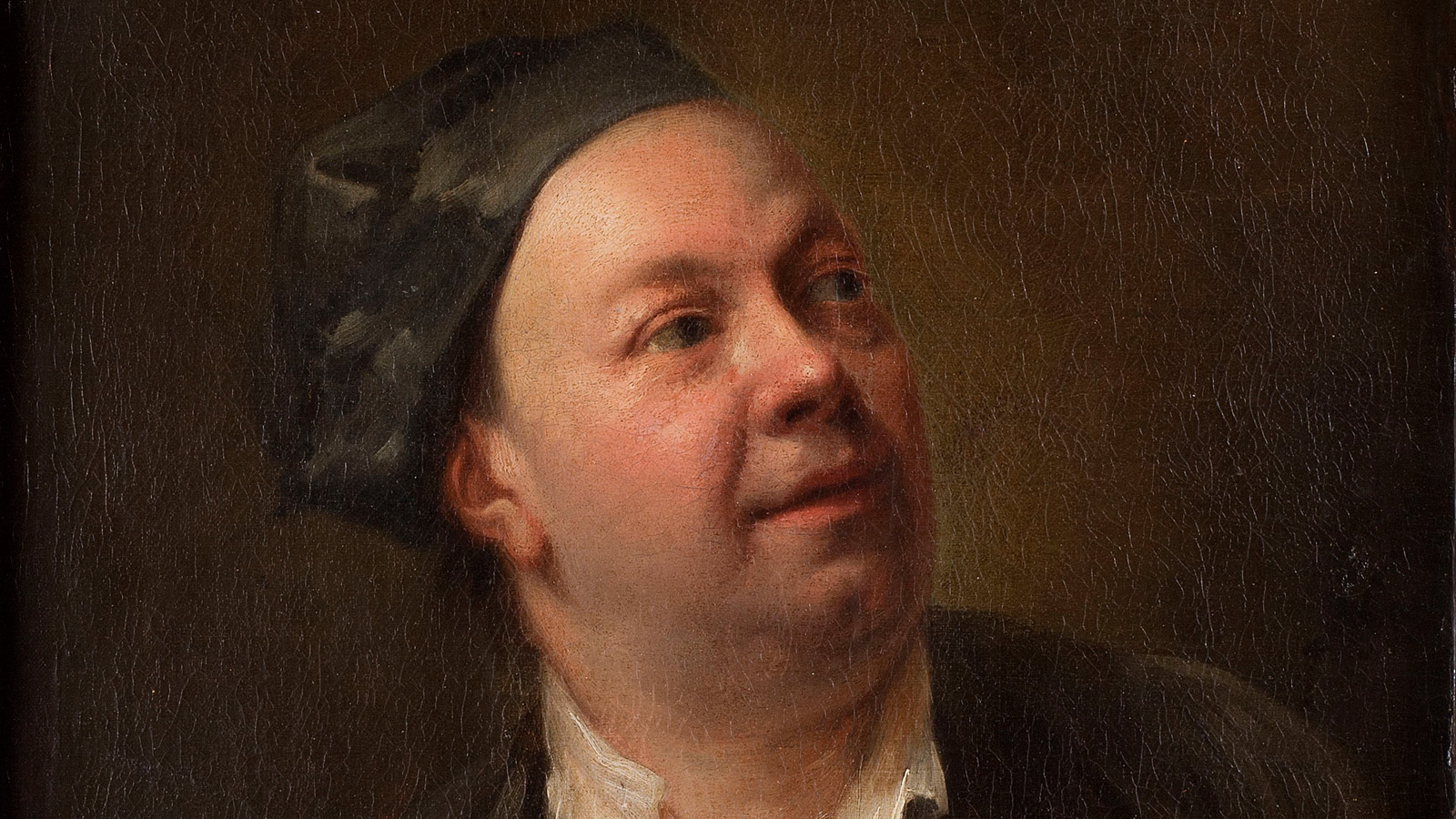
Der erste Figaro: Préville (Pierre-Louis Du Bus).

Die Hauptrollen übernahmen Jean-Claude Col(e)son genannt Bellecour (Almaviva), Denis Déchanet genannt Des Essarts (Bartholo), Louise-Adélaïde Berton de Maisonneuve genannt Doligny (Rosine), Pierre-Louis Dubus genannt Préville (Figaro) und François Augé (Bazile). Für die Uraufführung erhöhte Beaumarchais die Zahl der Aufzüge auf fünf. Nachdem das Stück durchgefallen war, kehrte man zur vieraktigen Version zurück, worauf die nächste Vorstellung drei Tage später zum Triumph wurde. Die Comédiens-Français spielten das Werk auch bei Hof. Von den beiden Buchausgaben aus dem Jahr 1775 gilt die zweite als maßgeblich. Sie enthält ein Vorwort und eine in der Comédie-Française nicht übliche Ariette, die Mademoiselle Doligny nach Radau des Publikums an der Premiere nicht mehr vorzutragen gewagt hatte.
Die Musiknummern dürften aus der Opéra-comique-Fassung übernommen worden sein. Über die Romanze Je suis Lindor schrieb Mozart 1778 in Paris die zwölf Variationen in Es-Dur KV 354/299a. Die Gewittermusik zwischen den beiden letzten Akten komponierte der erste Violinist der Comédie-Française, Antoine-Laurent Baudron.
Zu einer erfolgreichen Oper wurde das Stück nicht erst durch Rossini: In Paisiellos Barbiere di Siviglia, der 1782 in Sankt Petersburg uraufgeführt wurde, sang drei Jahre später (vor Beaumarchais als Ehrengast) Königin Marie-Antoinette die Rosina, der künftige König Karl X. den Figaro.

## Handlung
Die kürzeste Zusammenfassung des Stücks stammt von Beaumarchais selbst:

„Ein verliebter Alter will morgen sein Mündel heiraten; ein junger Liebender mit mehr Geschick kommt ihm zuvor und macht es noch am gleichen Tag zu seiner Frau, vor der Nase und im Haus des Vormunds.“

### Ausgangssituation
Graf Almaviva sah vor sechs Monaten im Prado in Madrid eine schöne Person. Ohne je mit ihr gesprochen zu haben, reiste er ihr nach Sevilla nach. Dort erfuhr er, dass es sich um eine adlige Waise namens Rosine handle, die mit dem alten Arzt Bartholo verheiratet sei. In Wirklichkeit aber ist sie dessen Mündel und widersetzt sich der Heirat. Bartholo ist brutal, geizig und äußerst eifersüchtig. Er hält Rosine wie eine Sklavin gefangen, selbst die Jalousie ihres Fensters schließt er mit dem Schlüssel ab.
Figaro war Diener des Grafen, der ihn dann für eine Staatsstelle empfahl. So wurde er Apothekergehilfe im königlichen Gestüt in Andalusien. Wegen Verabreichens von Pferdemedizin an Menschen bzw. unerwünschter Schriftstellerei entlassen, versuchte er sich in Madrid als Theaterautor und zog zuletzt als Barbier durch Spanien. Das Haus, wo er zur Ader lässt, befindet sich bei jenem Bartholos, der es ihm vermietet und dessen Barbier, Chirurg und Apotheker er ist. Von den höheren Ständen hält er nicht viel. So sagt er zum Grafen: „Was die Tugenden betrifft, die man von Bediensteten verlangt: Kennt Eure Exzellenz viele Herrschaften, die würdig wären, Diener zu sein?“

### 1. Akt

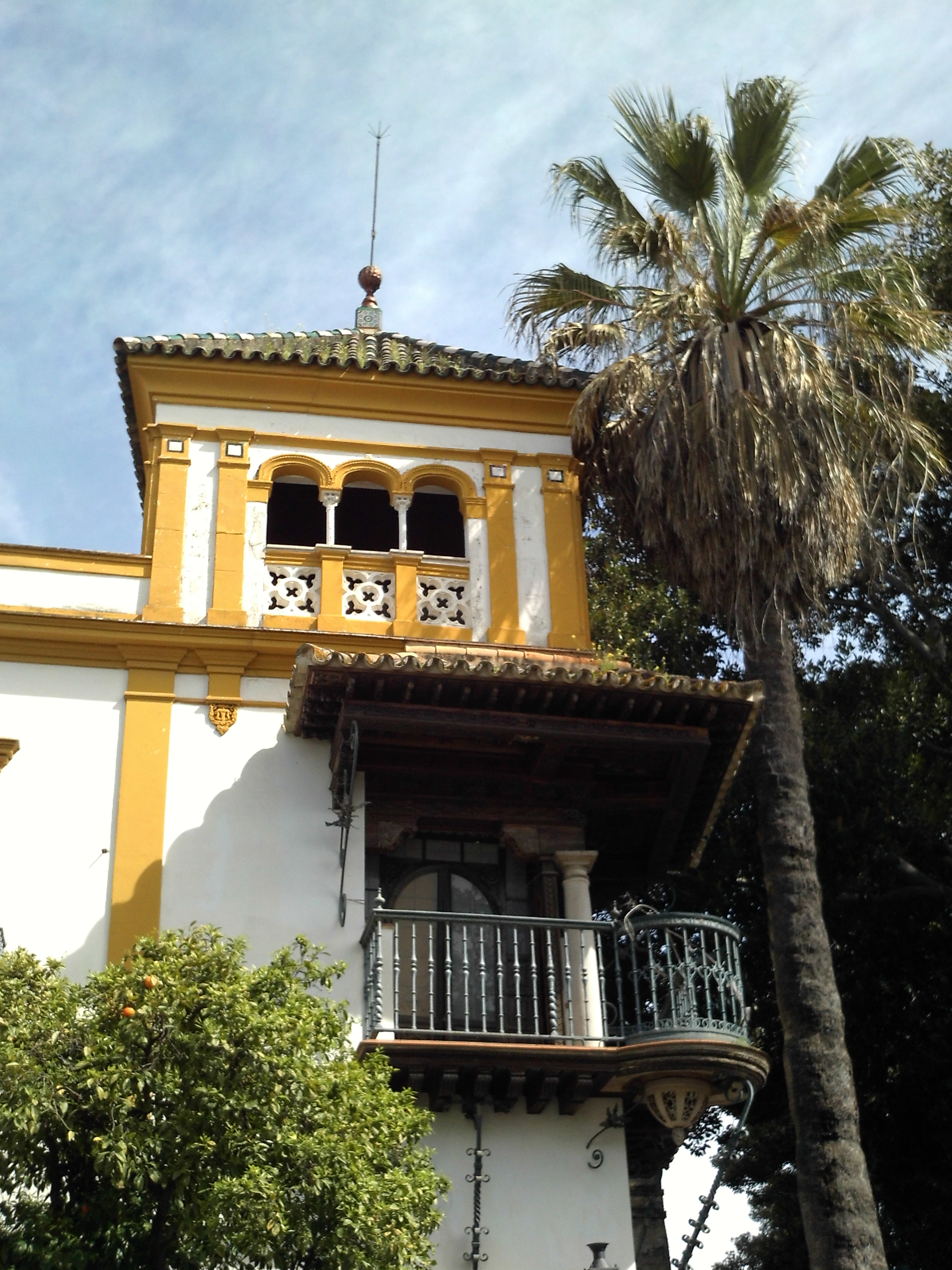
Sogenannter Balkon von Rosine, Sevilla.

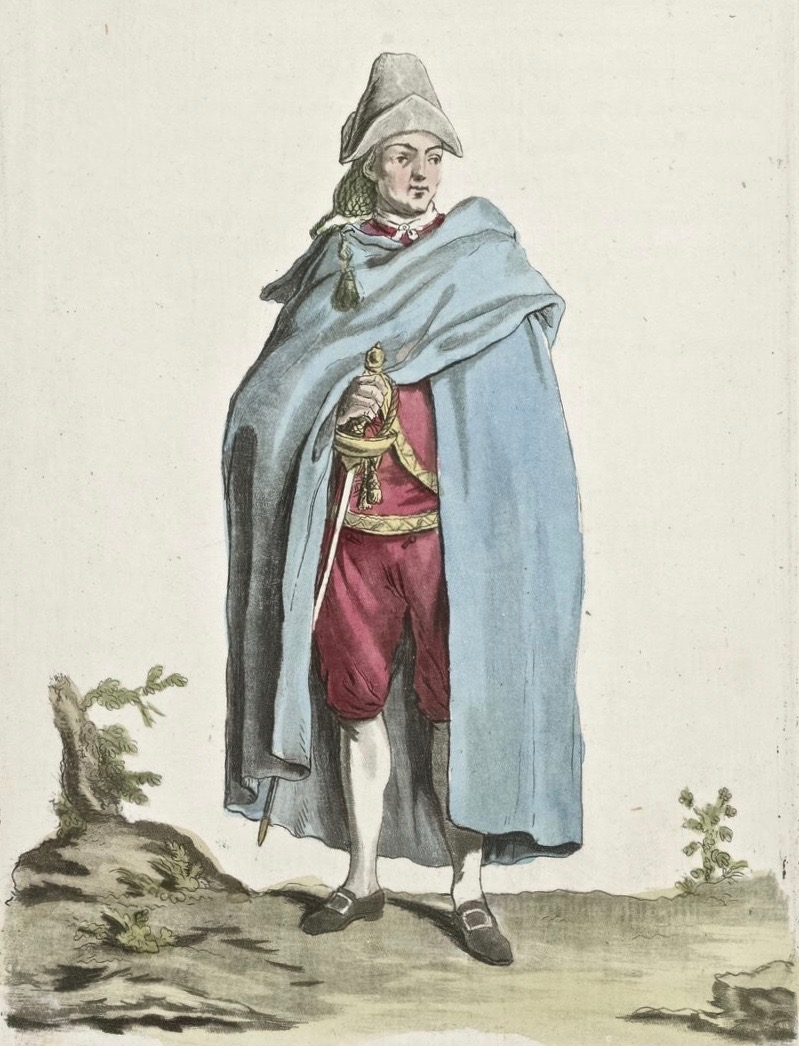
Andalusier (kolorierter Stich, 1784–1788).

(Schauplatz ist eine Straße in Sevilla. Alle Fenster sind vergittert.)
Szenen 1 f.: Einem Abbé gleich in einen braunen Mantel gehüllt und mit niedergeschlagener Hutkrempe, wartet der Graf auf den Augenblick, wo Rosine am Morgen hinter der Jalousie ihres Fensters erscheint. Er begegnet Figaro, der mit umgehängter Gitarre Verse schmiedet, in denen er den Wein und die Trägheit besingt. Almaviva wünscht inkognito zu bleiben und Lindor genannt zu werden.
Szenen 3 f.: Bartholo öffnet die Jalousie des Fensters im ersten Stock. Er schimpft über das Jahrhundert der Aufklärung. Rosine lässt Couplets aus der (fiktiven) Komödie La précaution inutile (= Die nutzlose Vorsicht) vom Balkon fallen. Während Bartholo das Papier holen geht, bedeutet sie ihrem Verehrer, es aufzuheben. Darin steckt ein Zettel, der ihn auffordert, sich ihr singend vorzustellen. Auf Figaros Rat hin will der Graf sich von dem ihm bekannten Obersten eines Kavallerieregiments bei Bartholo einquartieren lassen.
Szenen 5 f.: Bartholo verlässt das Haus und befiehlt, niemanden einzulassen. Er geht Rosines Gesangslehrer Bazile suchen, der die für den folgenden Tag geplante Heirat organisieren soll. Figaro leiht dem Grafen seine Gitarre, worauf dieser sich seiner Angebeteten als Student bürgerlicher Herkunft vorstellt. Rosine kann ihn nur kurz ihrer Gegenliebe versichern. Dann tritt jemand ins Zimmer, und sie schlägt das Fenster zu. Almaviva sagt Figaro, er werde Rosine heiraten.

### 2. Akt
(Spielt wie auch die letzten beiden Akte in Rosines Appartement. Das Fenster im Hintergrund ist mit einer vergitterten Jalousie verschlossen.)
Szenen 1–7: Rosine schreibt ihrem Verehrer. Den Brief befördert Figaro, der Zutritt zum Haus hat. Als Bartholo kommt, versteckt er sich im Cembalozimmer. Es folgt ein komischer Auftritt der Bedienten des Arztes, von denen der junge dauernd gähnt, der alte dauernd niest.
Szenen 8–11: Figaro hört Bazile zu Bartholo sagen, dass Almaviva inkognito in Sevilla sei, um Rosine nachzuspüren. Der bestechliche Geistliche bietet an, den Grafen zu verleumden, doch Bartholo hält eine rasche Heirat für das Sicherste. Er findet heraus, dass Rosine jemandem geschrieben hat.
Szenen 12–15: Der Graf erscheint als Regimentsveterinär verkleidet bei Bartholo und macht sich über diesen lustig. Er muss das Haus aber wieder verlassen, weil der Arzt das Privileg besitzt, von Einquartierungen verschont zu bleiben. Vorher steckt Almaviva der Geliebten noch einen Brief zu, an dessen Stelle sie den Vormund einen harmloseren lesen lässt. Sie beschuldigt Bartholo der Verletzung ihrer Privatsphäre und droht wegzulaufen, wenn er sie anrühre. Er antwortet, sie seien hier nicht in Frankreich, wo man den Frauen immer Recht gebe, und beruft sich auf „das weltweit anerkannteste Recht – jenes des Stärkeren“.

### 3. Akt
Szenen 1–4: Almaviva gibt sich diesmal als Geistlicher namens Alonzo aus, Schüler des angeblich kranken Bazile. Er übergibt Bartholo den Brief, den ihm Rosine geschrieben hat, und behauptet, der Empfänger habe ihn einer Geliebten überlassen. Er rät Bartholo, dies Rosine kurz vor der Heirat mitzuteilen, um ihren Widerstand zu brechen. Dadurch gewinnt er Bartholos Vertrauen. Dieser fordert ihn auf, Baziles Gesangsstunde zu übernehmen. Rosine singt eine Ariette aus La précaution inutile, die den Frühling als Zeit der Jugend, der Empfindsamkeit und der Befreiung feiert. Bartholo lässt die Verliebten nicht allein, doch nickt er mehrmals ein, so dass Almaviva Rosines Hand küssen kann.
Szenen 5–10: Bartholo behauptet in einem Lied, er sei zwar kein Thyrsis, im Bett aber noch „seinen Preis wert“. Figaro kommt, um ihn zu rasieren. Er kann ihn nicht von den Liebenden weglocken, ihm dafür aber den Schlüssel für die Jalousie stehlen.
Szenen 11–14: Der „kranke“ Bazile findet bei seinem Eintreffen einen Stellvertreter vor, von dem er nichts weiß; doch heißen ihn alle, zu schweigen und sich wieder hinzulegen. Der Graf verleiht dieser Aufforderung Nachdruck, indem er ihm einen Geldbeutel in die Hand drückt. Der Geliebten flüstert er zu, dass er mit Hilfe des erbeuteten Schlüssels um Mitternacht bei ihr einsteigen werde. Rosine erklärt coram publico, denjenigen heiraten zu wollen, der sie aus ihrer Gefangenschaft befreie.

### 4. Akt
(Das Theater ist dunkel. Es geht gegen Mitternacht. Draußen tobt ein Gewitter.)
Szenen 1–4: Bazile beichtet Bartholo, dass er sich von „Alonzo“ bestechen ließ. Er glaube jedoch, dieser sei in Wirklichkeit ein Agent Almavivas oder der Graf selber. Bartholo heißt Bazile den Notar holen, den Figaro unter einem Vorwand zu sich bestellt hat. Dann zeigt er Rosine ihren Brief, den nicht „Lindor“, sondern Almaviva erhalten habe. Die Frau, in deren Besitz er gelangt sei, habe ihn weitergegeben, um Rosine als Rivalin loszuwerden. Erschüttert vom vermeintlichen Verrat des Geliebten, willigt Rosine in die Heirat mit ihrem Peiniger ein. Auch verrät sie diesem den bevorstehenden Befreiungsversuch. Bartholo geht bewaffnete Hilfe holen.
Szenen 5–8: Figaro und der Graf steigen auf einer Leiter in Rosines Appartement ein. Diese beschuldigt „Lindor“, sie an einen andern verkauft zu haben. Doch nachdem er sich als Almaviva zu erkennen gegeben hat, sinkt sie in seine Arme. Als Bazile mit dem Notar erscheint, lässt er sich erneut bestechen und unterschreibt als zweiter Zeuge nach Figaro das Dokument, welches die Verliebten zu Mann und Frau macht. Bartholo trifft zu spät ein, um den Abschluss des Ehevertrags verhindern zu können. In seiner Wut packt er den Notar an der Gurgel. Beim Alcalde, den er mitgebracht hat, erweckt dies den Verdacht, er habe Mündelgeld veruntreut. Er entgeht aber einer Untersuchung, weil der Graf auf eine Mitgift verzichtet. Am Schluss sagt Figaro, wenn Jugend und Liebe einen Alten täuschen wollten, sei alles, was er dagegen unternehmen könne, „précaution inutile (unnütze Vorsicht)“.

## Vorwort
Die erst nach der 16. Vorstellung entstandene Lettre modérée sur la chute et la critique du „Barbier de Séville“ (Bescheidenes Plädoyer für den durchgefallenen und kritisierten „Barbier von Sevilla“) hat nicht programmatischen Charakter wie das Vorwort zu Eugénie. Vielmehr rechnet Beaumarchais darin in ironischem Ton mit der Kritik ab, die namentlich das Journal de Bouillon an dem Stück geübt hatte. Auch gibt er Hinweise auf seine nachfolgenden Werke, die Komödie Le mariage de Figaro und das von Da Ponte als Axur, re d’Ormus (A., König von Hormus) adaptierte und in beiden Fassungen von Salieri vertonte Libretto Tarare (Trara).

## Nachspiel (29. März 1775)
Für die letzte Vorstellung der Uraufführungsserie verfasste Beaumarchais ein das übliche Compliment de clôture ersetzendes, sechs Auftritte umfassendes Nachspiel, das jedoch nicht aufgeführt wurde. Die handelnden Personen sind die Schauspieler des Bartolo (Herr Desessarts), Figaro (Herr Préville), Almaviva (Herr Bellecour), die Schauspielerin Frau Luzzi (eine Sängerin des Soubrettenfachs, als sie selbst), Basile (Herr Auger), sowie ein Schauspieler des sich anschließenden eigentlichen Schlussstückes des Abends. 

### 1. Auftritt
Desessarts tritt auf und beschwert sich über Beaumarchais, der das bestellte Compliment de clôture nicht wie versprochen geschrieben hat, so dass er selbst nun gezwungen ist dieses im letzten Augenblick zu improvisieren. Nach einigen Anläufen dazu gibt er auf. 

### 2. Auftritt
Préville und Bellecour kommen hinzu, machen sich über Desessarts Notlage lustig und geben eine Reihe von unnützen Ratschlägen. Anschließend erörtern sie die notwendigen Bestandteile des Compliment de clôture und ihr richtiges Maß. Dies führt zu einer kritischen Rückschau auf die in der zurückliegenden Saison an der Comédie-Française gegebenen Theaterstücke. 

### 3. Auftritt
Luzzi tritt auf und fragt nach dem Compliment de clôture. Sie wird von den übrigen darüber aufgeklärt, dass Beaumarchais die Rede nicht geschrieben hat, weil die Schauspielerin der Rosina eine für sie vorgesehene Arie in den Vorstellungen nicht singen wollte. Luzzi erbietet sich diese Arie zu singen, die alle sehr schön finden. 

### 4. Auftritt
Auger kommt zu den Vorigen und bereitet sich darauf vor, wie sonst auch, dem Publikum das Stück des folgenden Abends anzukündigen, da er schlichtweg vergessen hat, dass die Theater zwei Wochen geschlossen bleiben. Alle machen sich darüber lustig und schicken ihn nach Hause ins Bett. (Eine Anspielung auf die entsprechende Szene im Theaterstück.) 

### 5. und 6. Auftritt
Die Vorigen ohne Auger. Desessarts ist kaum vorangekommen und fragt wiederholt die anderen Schauspieler um Rat. Bellecour hält nun eine lange improvisierte Rede als Beispiel, über deren Wert sich Desessarts, Luzzi und Préville streiten, bis ein verärgerter Schauspieler des eigentlichen Schlussstückes sie von der Bühne vertreibt, indem er das Orchester anweist, ohne Rücksicht auf die Anwesenden auf der Bühne, die Ouvertüre zu spielen.

## Galerie

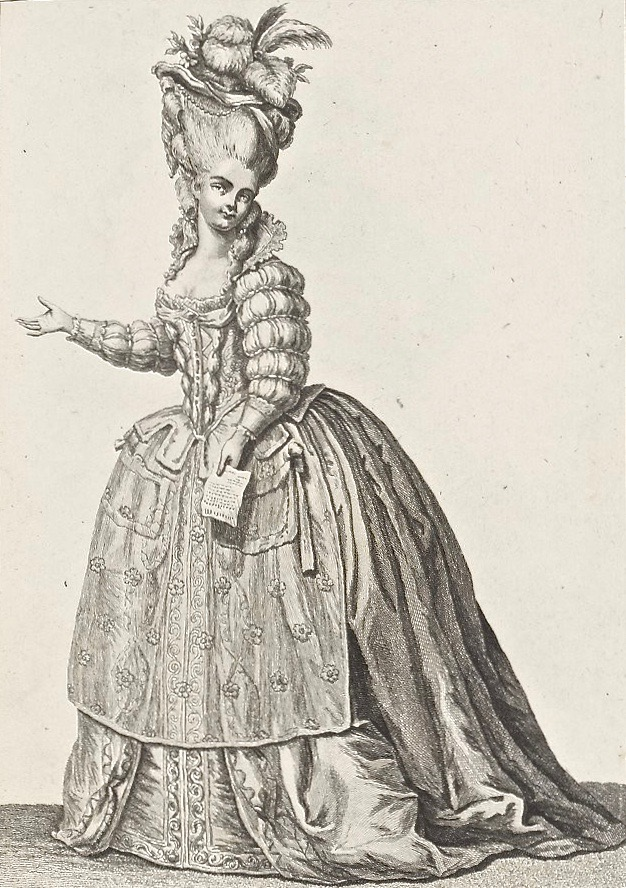
J. Aveline le Jeune, Claude-Louis Desrais: Rosine (Lyon 1779).
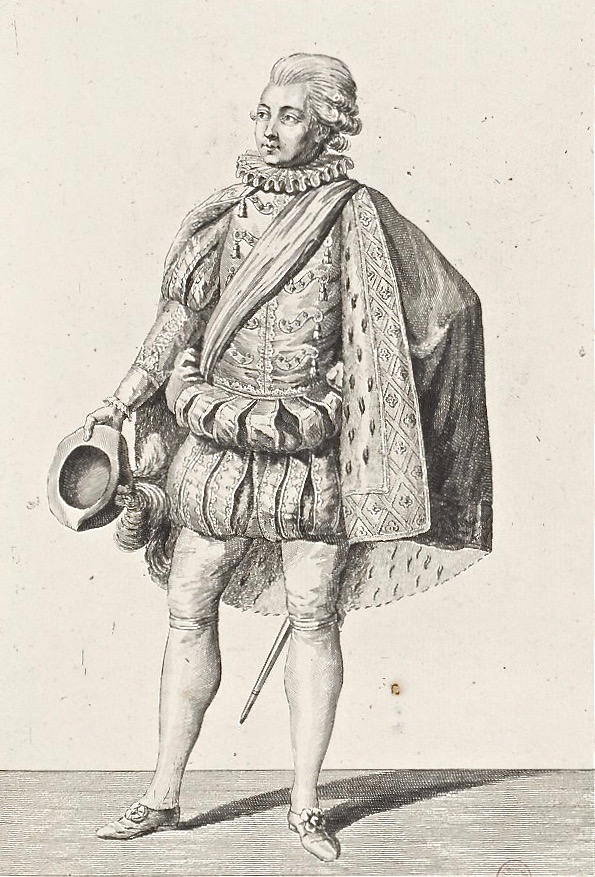
Nicolas Dupin, Claude-Louis Desrais: Almaviva (1778–1785).
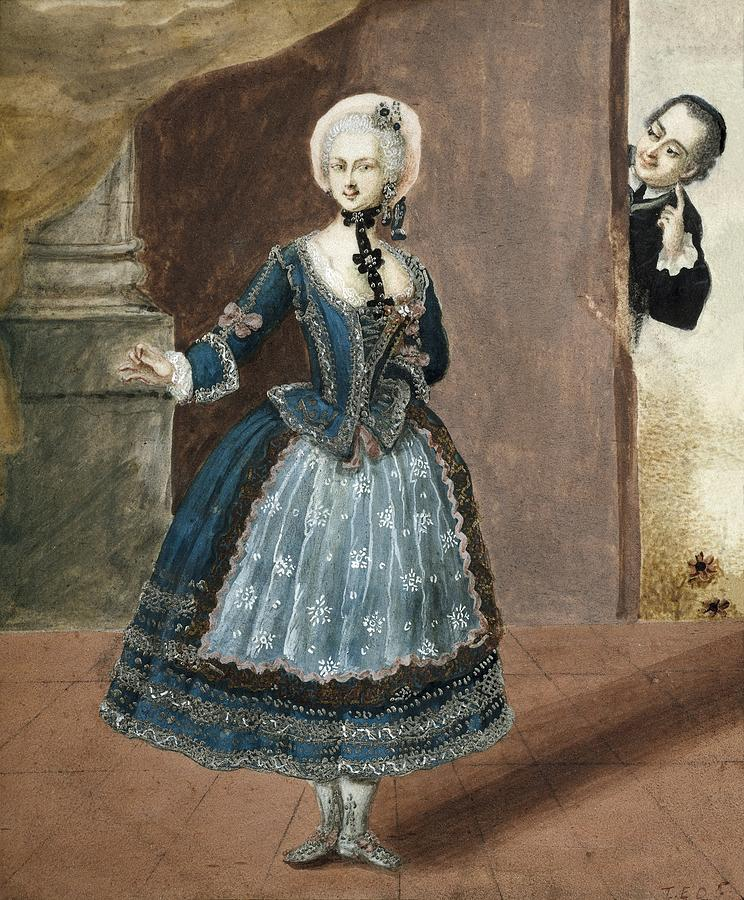
Die erste Rosine: Mademoiselle Doligny.
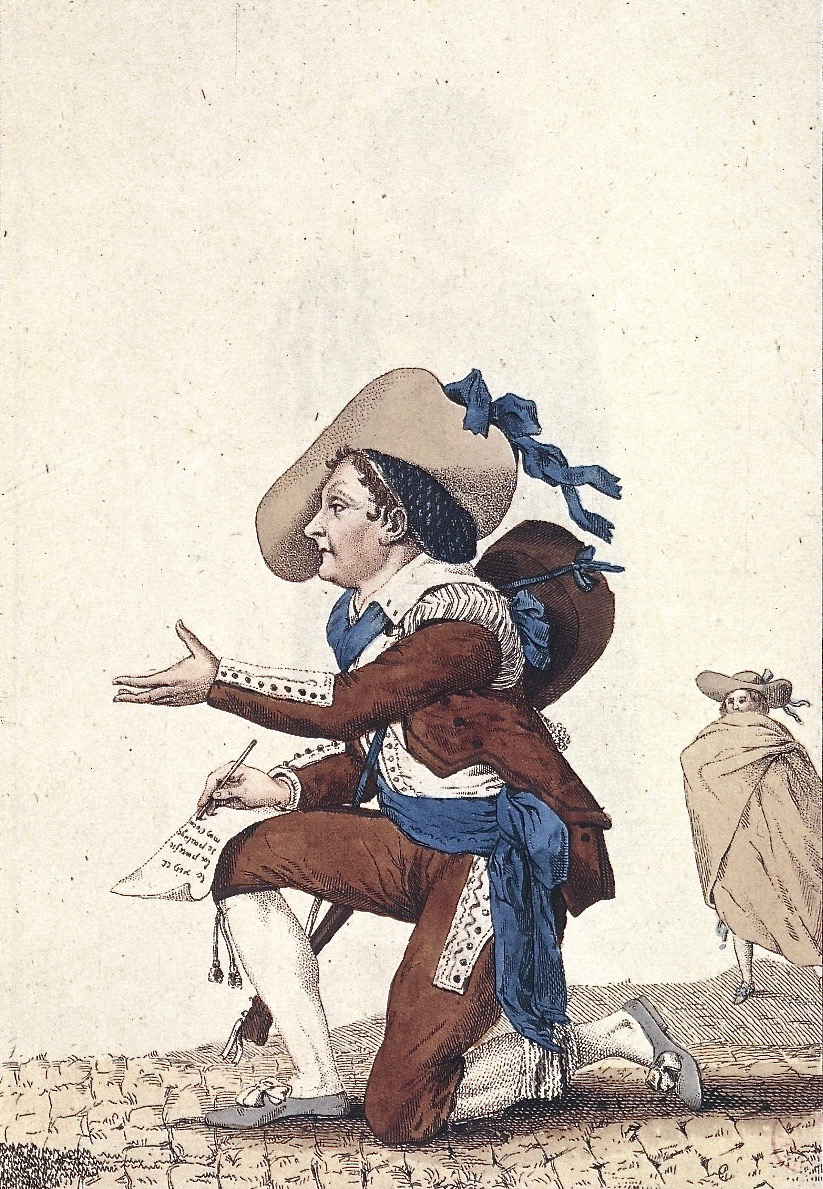
Dazincourt als Figaro (1786).
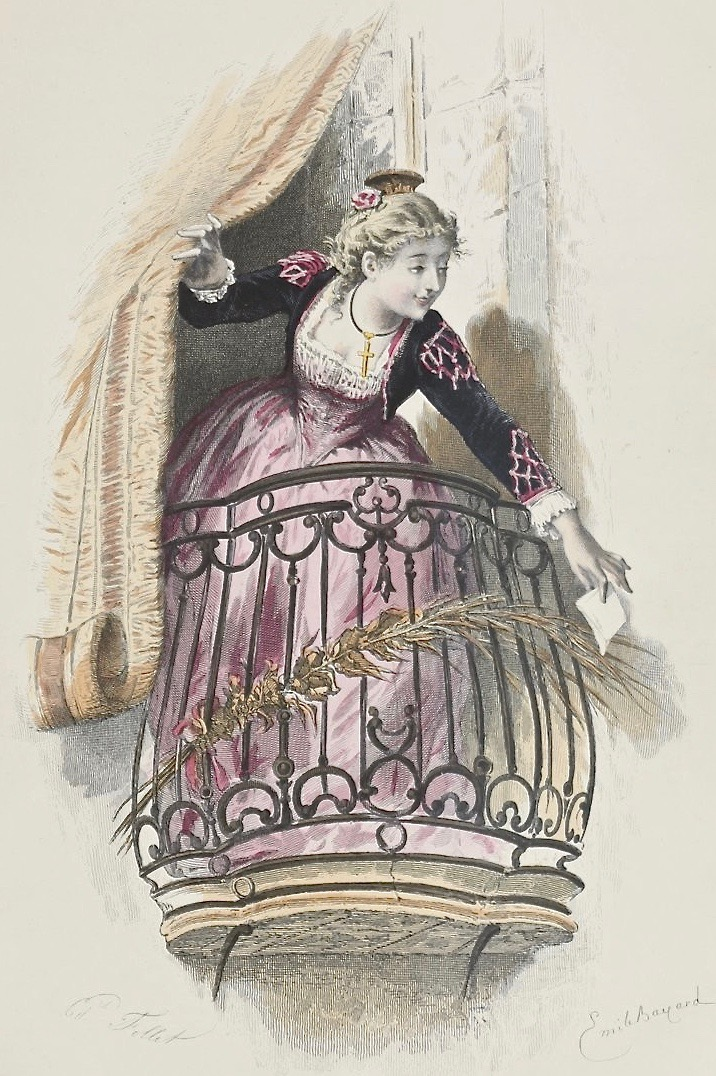
Émile Bayard: Rosine (1876).
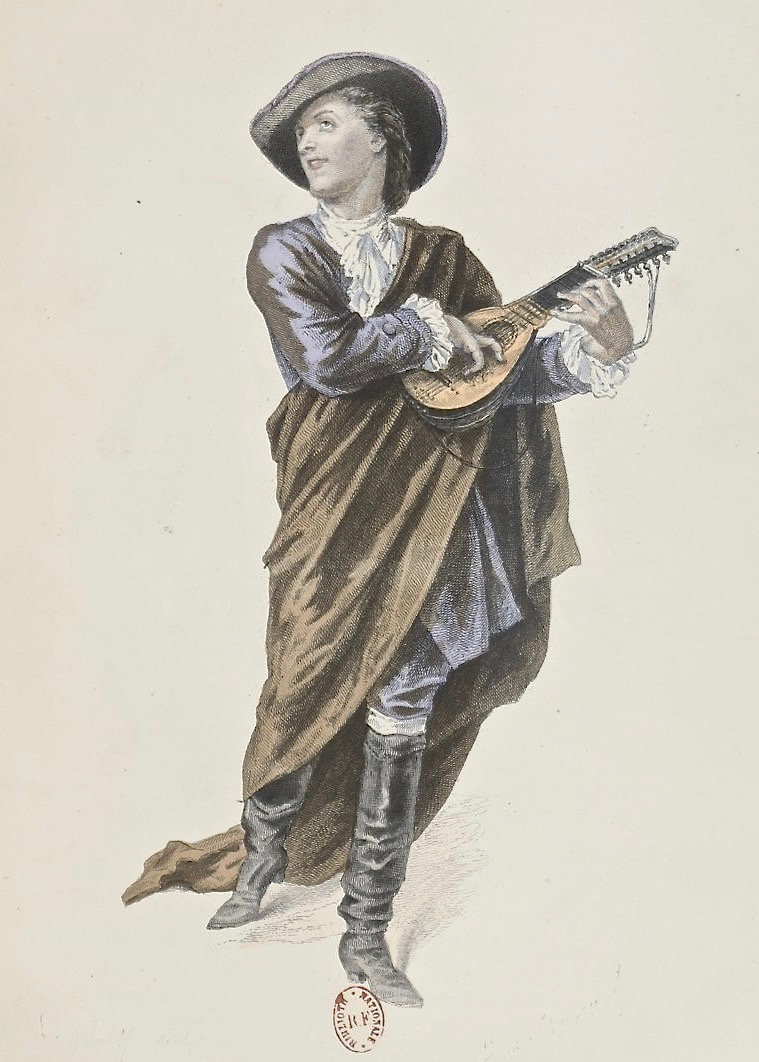
Émile Bayard: Almaviva (1876).
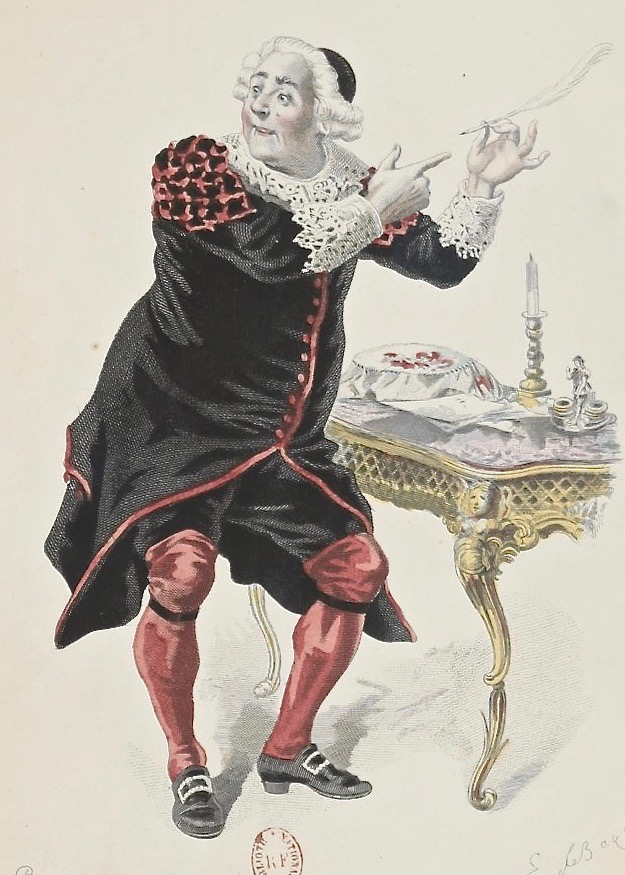
Émile Bayard: Bartholo (1876).
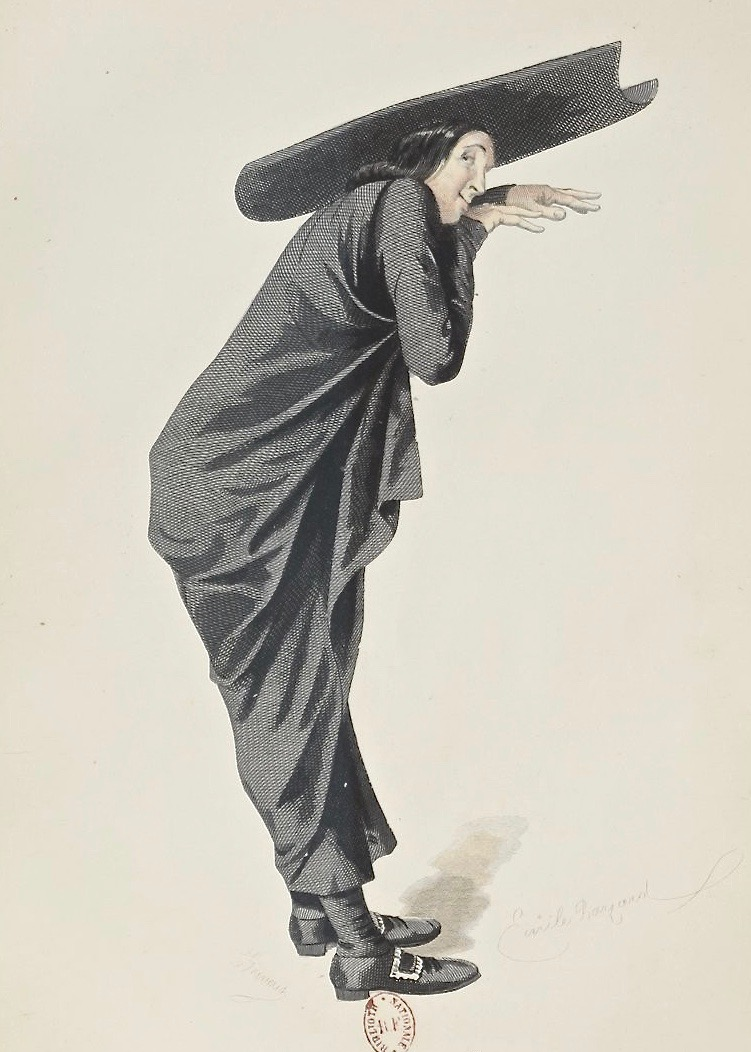
Émile Bayard: Bazille (1876).

## Opernfassungen
- Friedrich Ludwig Benda (Libretto: Gustav Friedrich Großmann): Der Barbier von Sevilla, Dresden 1776.
- Johann André (Libretto: Gustav Friedrich Großmann): „Der Barbier von Seville oder Die unnütze Vorsicht“, Singspiel Berlin (Döbbelin), 1776
- Samuel Arnold (Libretto: George Colman): The Spanish Barber, London 1777.
- Giovanni Paisiello (Libretto: Giuseppe Petrosellini): Il barbiere di Siviglia, Sankt Petersburg 1782.
- Joseph Weigl (Libretto: Franz Leopold Schmiedel): Die unnütze Vorsicht, Wien 1783.
- Nicolas Isouard (Libretto: Giuseppe Petrosellini): Il barbiere di Siviglia, Valletta 1796.
- Gioacchino Rossini (Libretto: Cesare Sterbini): Il barbiere di Siviglia, Rom 1816.
- Francesco Morlacchi, Franz Anton Schubert (Libretto: Giuseppe Petrosellini): Il barbiere di Siviglia, Dresden 1816.
- Gerónimo Giménez, Manuel Nieto (Libretto: Guillermo Perrín y Vico, Miguel de Palacios): El barbero de Sevilla, Madrid 1901.

## Literatur

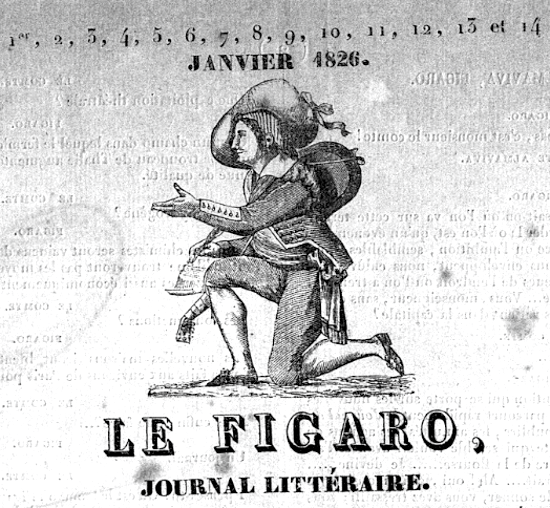
Verdankt den Namen dem Barbier de Séville: Le Figaro (Erstausgabe, 1826).

## Video
- Aufzeichnung der Inszenierung von Gérald Marti am Théâtre Royal du Parc de Bruxelles, 1997, mit Damien Gillard (Almaviva), Daniel Hanssens (Bartholo), Micheline Goethals (Rosine), Thierry Lefèvre (Figaro), Jean-Claude Frison (Bazile); Musikarrangements: Damien Gillard (Video auf YouTube).